# Külüq Khan

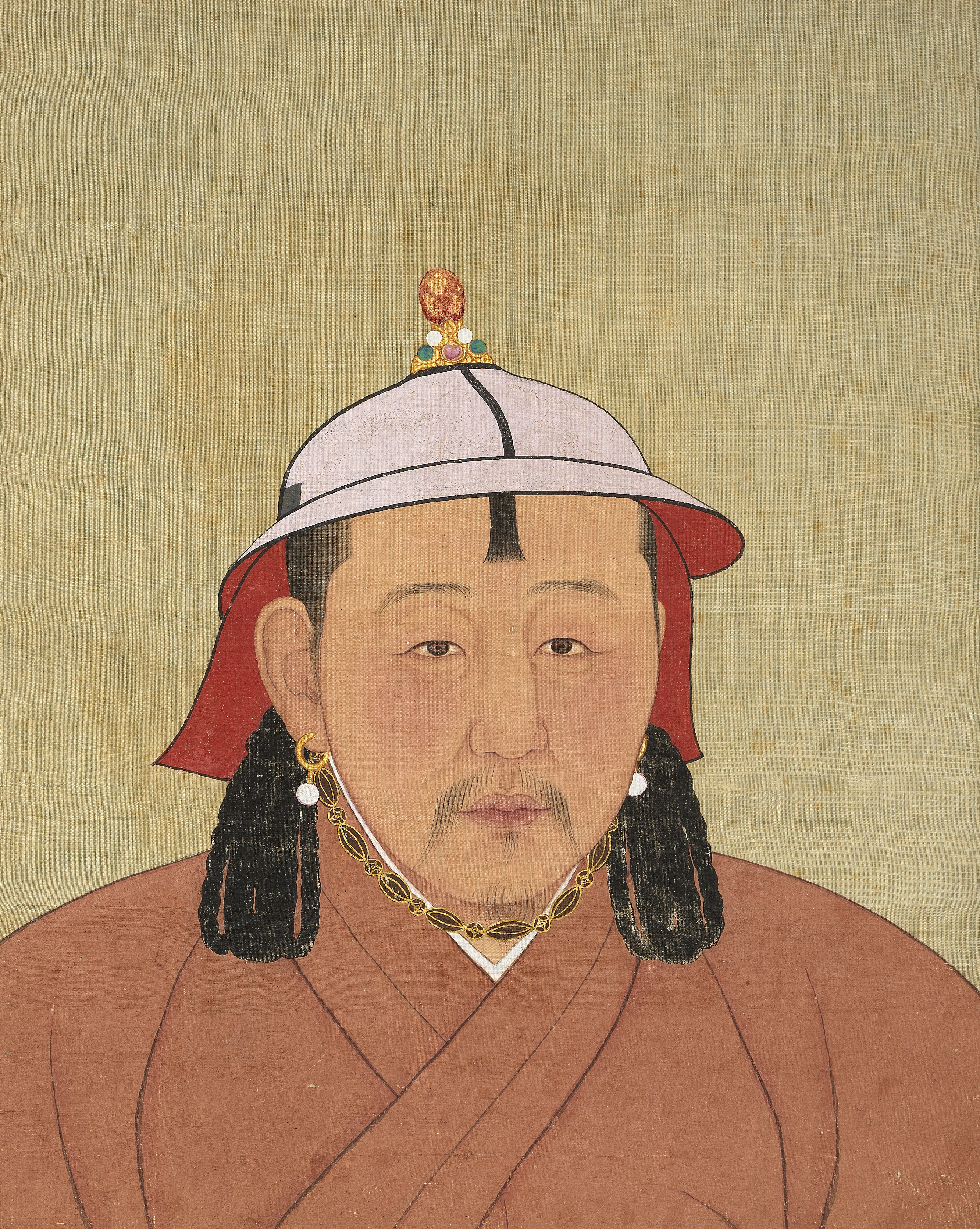
Keizer Külüq Khan

Külüq Khan, Chinees: Wuzong (1281 - 27 januari 1311), was keizer van China van 1307 tot 1311. Hij was de derde heerser uit de Mongoolse Yuan-dynastie. Hij werd voorgegaan door Chengzong en hij werd opgevolgd door Buyantu Khan (1285-1320).